# Institución Pannalal
La Institución Pannalal, ubicada en el distrito 11, bloque B de Kalyani en el distrito de Nadia de Bengala Occidental, es la escuela más antigua del área del municipio. Establecida en 1956, la escuela lleva el nombre de Pannalal Bose, el segundo Ministro de Educación e Ingresos de la Tierra de Bengala Occidental. La institución, dirigida a estudiantes varones de los niveles primario superior y secundario, también ofrece educación mixta en la sección de secundario superior con ramas de ciencias, artes y comercio. Afiliada a la Junta de Educación Secundaria de Bengala Occidental y al Consejo de Educación Secundaria Superior de Bengala Occidental, la escuela está reconocida por el Departamento de Educación Escolar de Bengala Occidental.  
- Manoj Prasad, Genetista de plantas indio, bióloga molecular
- Arindam Halder, Estudiante del IIT Madrás